# Iuati
Iuati is een kevergeslacht uit de familie van de boktorren (Cerambycidae). De wetenschappelijke naam van het geslacht werd voor het eerst geldig gepubliceerd in 2010 door Martins & Galileo.

## Soorten
Iuati is monotypisch en omvat slechts de volgende soort:
- Iuati spinithorax Martins & Galileo, 2010